# Mésa
Mésa (moábi משע Mšʿ, héber מֵישַׁע Mésa (Mêšăʿ); Meša, Mesha, Mescha) a Biblia alapján egy királyok korabeli moábita király. I. e. 850 körül vereséget mért Izraelre, ennek emlékére állította fel a Mésa-sztélét. Akháb, izraeli király halála után elszakadt Izraeltől, mivel bár gazdag volt, de nagyon sok adót kellett fizetnie Izraelnek. Jórám, Akháb fia felvonult ellene emiatt és leverte. Gazdag király volt, rengeteg juhhal rendelkezett. Fiát, aki uralkodott volna őhelyette megáldozta a kőfalon.